# Artima Color Marvel Superstar
 (mars 2018).
Si vous disposez d'ouvrages ou d'articles de référence ou si vous connaissez des sites web de qualité traitant du thème abordé ici, merci de compléter l'article en donnant les références utiles à sa vérifiabilité et en les liant à la section « Notes et références ».
Artima Color Marvel Superstar est une ancienne collection pour la jeunesse éditée par les éditions Artima proposant des comics d'origine Marvel. Il y eut 21 séries différentes publiées de janvier 1979 à décembre 1984 pour un total de 197 albums. La périodicité de ces albums était irrégulière.

## Collections

### Captain America
Pour les articles homonymes, voir Captain America (homonymie).
Captain America adaptait le comics Captain America . Il y a eu 27 numéros parus de janvier 1979 à juin 1984.
Les albums de grand format étaient brochés mais aussi disponibles en version reliée.

#### Numéros parus
1. Un héros de légende (Janvier 1979) (Captain America 109, 123 et 124) (*)
2. Prisonnier du Mandarin (Avril 1979) (Captain America 125, 126 et 127, Tales of Suspense 40 (3e série))
3. Les Anges de Satan (Mai 1979) (Captain America 128, 129 et 130, Journey Into Mystery 76 (2e série))
4. La résurrection de Bucky (Juillet 1979) (Captain America 131, 132 et 133)
5. Face de Pierre (Août 1979) (Captain America 134, 135 et 136)
6. L'ombre de Spider-Man (Octobre 1979) (Captain America 137, 138 et 139)
7. Dans les griffes de La Gargouille (Novembre 1979) (Captain America 140, 141 et 142, Tales of Suspense 56)
8. La révolution (Janvier 1980) (Captain America 143 et 144)
9. L'Hydre démasquée (Février 1980) (Captain America 145, 146 et 147)
10. Le grand sommeil (Avril 1980) (Captain America 148, 149 et 150)
11. Panique sur Park Avenue (Juillet 1980) (Captain America 151, 152 et 153)
12. L'imposteur (Octobre 1980) (Captain America 154, 155 et 156)
13. Le Faucon et La Vipère (Janvier 1981) (Captain America 157, 158 et 159)
14. La menace de Sollar (Avril 1981) (Captain America 160, 161 et 162)
15. L'escouade des serpents (Mai 1981) (Captain America 163, 164 et 165, Tales to Atonish 42) (*)
16. Captain America contre Griffe Jaune (Février 1982) (Captain America 166, 167 et 191, Tales to Atonish 47)
17. Bombes sur l'Amérique (Mai 1982) (Captain America 193, 194, 195, Tales to Atonish 43)
18. Les combattants de l'arène (Septembre 1982) (Captain America 196, 197 et 198, Tales to Atonish 57)
19. L'aube du dernier jour (Décembre 1982) (Captain America 199, 200 et 216, Tales to Atonish 54)
20. L'Améridroide attaque ! (Février 1983) (Captain America 217, 218, 219 et 220)
21. Qui est Steve Rogers ? (Avril 1983) (Captain America 221, 222, 223 et 224)
22. Dévastation (Juin 1983) (Captain America 225, 226, 227 et 228)
23. Les prisonniers d'Alcatraz (Septembre 1983) (Captain America 229, 230 et 221, Incredible Hulk 232, Marvel Fanfare 4)
24. Les feux de la colère (Novembre 1983) (Captain America 231, 232, 233 et 234)
25. Le retour du Docteur Faustus (Février 1984) (Captain America 234, 235, 236 et 237, Incredible Hulk Annual 11 (3e série))
26. Le secret de la montagne (Avril 1984) (Captain America 238, 239, 240 et 241)
27. Conspirations en série (Juin 1984) (Captain America 242, 243, 244 et 245)

(*) Disponible en version reliée

### Conan le Barbare
Conan le Barbare adaptait le comics intitulé Conan the Barbarian . 18 numéros ont été publiés de juillet 1979 à avril 1984.
Les albums de grand format étaient brochés mais aussi disponibles en version reliée.

#### Numéros parus
1. La nuit de la Gargouille (Juillet 1979) (Conan the Barbarian 42, 43 et 44, Red Sonja)
2. Le démon de la vallée (Août 1979) (Conan the Barbarian 45, 46 et 47, Savage Tales 1)
3. Conan contre la reine des loups (Octobre 1979) (Conan the Barbarian 48, 49, 50 et 51)
4. L'autel et le scorpion (Janvier 1980) (Conan the Barbarian 52 et 53, Red Sonja 3, Chamber of Chills 5)
5. L'oracle d'Ophir (Juillet 1980) (Conan the Barbarian 54, 55 et 56, From Mystical Tales 7)
6. La tigresse de la Côte Noire (Octobre 1980) (Conan the Barbarian 57, 58 et 59, Tower of Shadows 8)
7. Dans les brumes infernales (Janvier 1981) (King Conan 1, Red Sonja 4, Black Knight 1)
8. Amra, le seigneur des lions (Avril 1981) (Conan the Barbarian 60, 61, 62 et 63) (*)
9. Deux trônes pour Red Sonja (Juillet 1981) (Conan the Barbarian 64, Red Sonja 5 et 6, Black Knight 2) (*)
10. La secte du serpent (Octobre 1981) (Conan the Barbarian 65, 66 et 67, Black Knight 5, Tales to Atonish 43)
11. Le démon des profondeurs (Février 1982) (Conan the Barbarian 68, 69, 70 et 71)
12. Le puits de Skelos (Juillet 1982) (Conan the Barbarian 72 et 73, Red Sonja 7 et 8)
13. Dans les griffes du Faucon (Novembre 1982) (Conan the Barbarian 74, 75, 76 et 77)
14. La vengeance de Belit (Mars 1983) (Conan the Barbarian 89, 90, 91 et 93)
15. La nuit des prédateurs (Juin 1983) (Conan the Barbarian 94, 95, 96 et 97)
16. Mort sur la côte noire (Octobre 1983) (Conan the Barbarian 98, 99 et 100)
17. La proie des vampires (Février 1984) (Conan the Barbarian 101, 102, 103 et 104)
18. L'appel de la bête (Avril 1984) (Conan the Barbarian 105, 106, 107 et 108)

(*) Disponible en version reliée

### Conan Spécial
Conan Spécial adaptait le comics Conan the Barbarian . 3 numéros ont été publiés de septembre 1983 à juin 1985.
Les albums de grand format étaient brochés mais aussi disponibles en version reliée.

#### Numéros parus
1. Les Clous rouges (Septembre 1983) (Savage Tales 2 et 3)
2. La Main noire de Seth (Juin 1984) (Conan the Barbarian Giant Size 3 et 4)
3. Conan le destructeur (Juin 1985) (Marvel Super Special 35)

### Les Défenseurs
Les Défenseurs adaptait le comics intitulé Defenders . 11 numéros ont été publiés de janvier 1981 à juillet 1984.
Les albums de grand format étaient brochés mais aussi disponibles en version reliée.

#### Numéros parus
1. Les Défenseurs (Janvier 1981) (Defenders 46, 47, 48 et 54, Journey Into Mystery 95 (2e série))
2. Chaos (Avril 1981) (Defenders 49, 50 et 51) (*)
3. Pour la défense du royaume (Octobre 1981) (Defenders 52, 78, 79 et 80) (*)
4. L'Ennemi invisible (Avril 1982) (Defenders 81, 82 et 83, Tales to Atonish 42)
5. Bataille de rois (Juin 1982) (Defenders 84, 85 et 86, Tales to Atonish 47)
6. Procès pour deux défenseurs (Novembre 1982) (Defenders 87 et 88, Avengers Giant Size 4)
7. Mandrill contre-attaque (Avril 1983) (Defenders 89, 90 et 91)
8. Drame chez les défenseurs (Juin 1983) (Defenders 92, 93 et 94)
9. L'Allié des ténèbres (Janvier 1984) (Defenders 95, 96 et 97)
10. La Bataille finale (Avril 1984) (Defenders 98, 99, 100, Marvel Super Action 32 et 34)
11. Le Règne du mal (Juillet 1984) (Defenders 100, Incredible Hulk Annual 10)

(*) Disponible en version reliée

### Docteur Strange
Docteur Strange adaptait le comics intitulé Doctor Strange . 7 numéros ont été publiés de juillet 1981 à juin 1983.
Les albums de grand format étaient brochés mais aussi disponibles en version reliée pour le premier numéro.

#### Numéros parus
1. Docteur Strange (Juillet 1981) (Doctor Strange (2e série) 24, 25 et 26, Defenders 53, Tales of Suspense 32) (*)
2. Aux confins des dimensions (Octobre 1981) (Doctor Strange (2e série) 27, 28 et 29, Tales to Atonish 13 et 41)
3. LaCcité de la peur (Mars 1982) (Doctor Strange (2e série) 30, 31, 32 et 33)
4. L'Empire du cauchemar (Juin 1982) (Doctor Strange (2e série) 34, 35, 36 et 37)
5. L'Ange de la mort (Octobre 1982) (Doctor Strange (2e série) 38, 39 et 40, Man-Thing (2e série) 4)
6. La Reine de l'ombre (Février 1983) (Doctor Strange (2e série) 41, 42 et 43)
7. Défi maléfique (Juin 1983) (Doctor Strange (2e série) 44, 45 et 46)

(*) Disponible en version reliée

### Dracula le vampire
(11 numéros)

### Gamma
Gamma adaptait le comics Incredible Hulk . 19 numéros ont été publiés de janvier 1979 à décembre 1982.
Les albums de grand format étaient brochés mais aussi disponibles en version reliée.

#### Numéros parus
1. La naissance de Hulk (Janvier 1979) (Incredible Hulk 1, 2 et 3) (*)
2. Un enfer pour Hulk (Avril 1979) (Incredible Hulk (2e série) 154, 155 et 156) (*)
3. Les combats de Hulk (Mai 1979) (Incredible Hulk (2e série) 157, 158 et 159)
4. Hulk aux chutes du Niagara (Juillet 1979) (Incredible Hulk (2e série) 160, 161 et 162)
5. Hulk et le retour de la Gargouille (Août 1979) (Incredible Hulk (2e série) 163, 164 et 165)
6. Hulk contre L'Homme électrique (Octobre 1979) (Incredible Hulk (2e série) 166, 167 et 168, Tales of Suspense 55)
7. Hulk et la Harpie (Novembre 1979) (Incredible Hulk (2e série) 169, 170 et 171)
8. Hulk s'évade (Janvier 1980) (Incredible Hulk (2e série) 172, 173 et 174)
9. Hulk au pays caché (Février 1980) (Incredible Hulk (2e série) 175, 176 et 177)
10. Hulk contre L'Homme-Loup (Juillet 1980) (Incredible Hulk (2e série) 178, Avengers Special 2)
11. Le maillon manquant (Octobre 1980) (Incredible Hulk (2e série) 179, 180 et 181, Journey Into Mystery 78)
12. Entre le marteau et l'enclume (Novembre 1980) (Incredible Hulk (2e série) 182, Defenders 44 et 45)
13. 50 000 volts en fureur (Janvier 1981) (Incredible Hulk (2e série) 183, 184 et 185, Tales of Suspense 62)
14. Un piège pour Hulk (Avril 1981) (Incredible Hulk (2e série) 186, 187 et 188, Tales of Suspense 32)
15. Le triomphe du Crapaud (Juillet 1981) (Incredible Hulk (2e série) 189, 190 et 191, Tales to Atonish 42) (*)
16. La créature du Loch (Février 1982) (Incredible Hulk (2e série) 192, 193 et 194, Tales to Atonish 57)
17. Un monde devenu fou (Mai 1982) (Incredible Hulk (2e série) 206, 207, 208 et 209)
18. Le Maître de l'inconnu (Septembre 1982) (Incredible Hulk (2e série) 210, 211, 212 et 213)
19. Colosses en furie (Décembre 1982) (Incredible Hulk (2e série) 214, 215, 216 et 217)

(*) Disponible en version reliée

### Hulk Hors Série
Hulk Hors Série adaptait des épisodes du comics Marvel Team-Up . 3 numéros ont été publiés d'octobre 1982 à janvier 1984.
Les albums de grand format étaient brochés.

#### Numéros parus
1. Hulk, Power Man et Iron Fist (Octobre 1982) (Marvel Team-Up Annual 3, Incredible Hulk (2e série) 195)
2. Hulk et Spider-Woman (Octobre 1982) (Marvel Team-Up 97, 104 et 105)
3. Hulk contre Quasimodo (Janvier 1984) (Hulk One Shot 1, Power Man & Iron Fist 73, Rom 23)

### Ka-Zar
Ka-Zar adaptait le comics Ka-Zar . 6 numéros ont été publiés de juin 1982 à mars 1984.
Les albums de grand format étaient brochés.

#### Numéros parus
1. Ka-Zar (juin 1982) (Ka-Zar (3e série) 1 et 2, Super-Villain Team-Up 17)
2. Conspiration dans le ciel (octobre 1982) (Ka-Zar (3e série) 3, 4 et 5)
3. L'Homme d'Atlantis (février 1983) (Ka-Zar (3e série) 6, 7 et 8)
4. Le Gouffre infernal (mai 1983) (Ka-Zar (3e série) 9, 10 et 11)
5. Belasco l'infernal (octobre 1983) (Ka-Zar (3e série) 11, 12 et 13)
6. Sentence de mort (mars 1984) (Ka-Zar (3e série) 14, 15 et 16)

### Les Micronautes
Les Micronautes adaptait le comics Micronauts . 8 numéros ont été publiésde juillet 1980 à avril 1983.
Les albums de grand format étaient brochés mais aussi disponibles en version reliée.

#### Numéros parus
1. Les Micronautes (juillet 1980) (Micronauts 1, 2 et 3, Journey Into Mystery 65, Chamber of Chills 2)
2. La Grande Chasse (janvier 1981) (Micronauts 4, 5 et 6)
3. Au plus profond de la peur (juillet 1981) (Micronauts 7, 8, 9 et 10) (*)
4. La Chute de Karza (janvier 1982) (Micronauts 10, 11, 12, 13 et 14)
5. Un monde en guerre (avril 1982) (Micronauts 14, 15, 16 et 17)
6. Piège en miniature (juillet 1982) (Micronauts 18, 19, 20 et 21)
7. Micronautes en perdition (décembre 1982) (Micronauts 21, 22, 23 et 24)
8. Flux temporel (avril 1983) (Micronauts Annual 1 et 2)

(*) Disponible en version reliée

### Miss Hulk
Miss Hulk adaptait le comics intitulé She-Hulk . 9 numéros ont été publiés d'octobre 1980 à mai 1983.
Les albums de grand format étaient brochés mais aussi disponibles en version reliée.

#### Numéros parus
1. Miss Hulk (octobre 1980) (She-Hulk 1, 2 et 3, Tales to Atonish (2e série) 58)
2. Miss Hulk contre-attaque (janvier 1981) (She-Hulk 4, 5 et 6, Fantastic Four Special 5, Tales to Atonish 58)
3. Miss Hulk contre L'Homme-Chose (Avril 1981) (She-Hulk 7, 8 et 9, Tales to Atonish 51)
4. Le Combat des amazones (juillet 1981) (She-Hulk 10, 11 et 12) (*)
5. Un monde en péril (février 1982) (She-Hulk 13, 14 et 15)
6. La Tour diabolique (juin 1982) (She-Hulk 16, 17 et 18)
7. Miss Hulk contre tous (octobre 1982) (She-Hulk 19, 20 et 21)
8. Guérilla pour Miss Hulk (janvier 1983) (She-Hulk 22 et 23, Tales to Atonish 44)
9. Le Maître de la souffrance (mai 1983) (She-Hulk 24 et 25)

(*) Disponible en version reliée

### Miss Marvel
Miss Marvel adaptait le comics Miss Marvel . Sept numéros ont été publiés d'avril 1980 à mars 1982.
Les albums de grand format étaient brochés mais aussi disponibles en version reliée.

#### Numéros parus
1. Miss Marvel (avril 1980) (Miss Marvel 1, 2 et 3, Astonishing 54, Thor 149)
2. Le Rayon mortel (juillet 1980) (Miss Marvel 4 et 5, Marvel Premiere 39, Tales to Atonish 51)
3. Cauchemar (octobre 1980) (Miss Marvel 6, 7 et 8)
4. L'Oiseau de mort (janvier 1981) (Miss Marvel 9, 10, 11 et 12)
5. Le Règne de la terreur (avril 1981) (Miss Marvel 13, 14 et 15, Journey Into Mystery 80, Tales of Suspense 30) (*)
6. Guerre sous les flots (octobre 1981) (Miss Marvel 16, 17, 18 et 19) (*)
7. Les Titans des cavernes (mars 1982) (Miss Marvel 20, 21, 22 et 23)

(*) Disponible en version reliée

### Le Motard fantôme
Le Motard fantôme était une adaptation du comics intitulé Ghost Rider. 10 numéros ont été publiés de juillet 1981 à septembre 1984.
Les albums de grand format étaient brochés mais aussi disponibles en version reliée.

#### Numéros parus
1. Le Motard fantôme (Juillet 1981) (Ghost Rider (2e série) 43, 44 et 45, Journey Into Mystery 61) (*)
2. La Fin d'un champion (Janvier 1982) (Ghost Rider (2e série) 46, 47 et 48, Tales to Atonish 44)
3. Les Démons de la nuit (Avril 1982) (Ghost Rider (2e série) 49, 50 et 51)
4. La Route sauvage (Juillet 1982) (Ghost Rider (2e série) 51, 52 et 53)
5. Le Globe infernal (Décembre 1982) (Ghost Rider (2e série) 54, 55 et 56)
6. Le Spectre et le Motard (Avril 1983) (Ghost Rider (2e série) 57, 58 et 59)
7. Course contre la montre (Juillet 1983) (Ghost Rider (2e série) 60, 61 et 62)
8. Les Feux de la vengeance (Janvier 1984) (Ghost Rider (2e série) 63, 64 et 65)
9. La Sorcière du passé (Mai 1984) (Ghost Rider (2e série) 66, 67 et 68)
10. Menace nucléaire (Septembre 1984) (Ghost Rider (2e série) 40, 41 et 42, Marvel Fanfare 6)

(*) Disponible en version reliée

### Namor
Cette série adaptait le comics Sub-Mariner . 10 numéros ont été publiés d'avril 1979 à octobre 1980.
Les albums de grand format étaient brochés mais aussi disponibles en version reliée.

#### Numéros parus
1. Submariner et les Extra-terrestres (avril 1979) (Sub-Mariner 56, 62 et 63, Defenders Giant Size 2) (*)
2. Submariner contre les dieux (juillet 1979) (Sub-Mariner 57 et 64, Defenders Giant Size 4)
3. Le Retour de Submariner (août 1979) (Sub-Mariner 58, 65 et 66, Defenders Giant Size 5)
4. Submariner contre Thor (septembre 1979) (Sub-Mariner 59 et 60, Avengers 63)
5. Submariner contre le pirate (octobre 1979) (Sub-Mariner 61 et 62, Defenders Giant Size 3)
6. Submariner dans une mer de feu (novembre 1979) (Sub-Mariner 63, 64 et 65, Avengers 64)
7. Le Combat de Submariner (janvier 1980) (Sub-Mariner 66, 67 et 68, Tales of Suspense 12)
8. Submariner contre Spider-Man (juillet 1980) (Sub-Mariner 69, Defenders 40 et 41)
9. La Quête de Submariner (août 1980) (Sub-Mariner 70 et 71, Marvel Premiere 35, Journey Into Mystery 67)
10. Retour au néant (octobre 1980) (Sub-Mariner 72, Marvel Premiere 47 et 48, Journey Into Mystery 69)

(*) Disponible en version reliée

### Power Man
Power Man était une adaptation du comics Power Man . 6 numéros ont été publiés de janvier 1981 à mars 1983.
Les albums de grand format étaient brochés mais aussi disponibles en version reliée.

#### Numéros parus
1. Power Man (janvier 1981) (Power Man 37, 38, 39 et 40)
2. Power Man et Thunderbolt (juillet 1981) (Power Man 41, 42, 43 et 44) (*)
3. Compte à rebours (janvier 1982) (Power Man 45, 46, 47 et 48)
4. Power Man et Iron Fist (avril 1982) (Power Man 49, Power Man & Iron Fist 50, 51 et 52)
5. Le Plongeon de la mort (septembre 1982) (Power Man & Iron Fist 52, 53, 54 et 55, Tales to Astonish 41)
6. Le Cristal de Cheops (mars 1983) (Power Man & Iron Fist 56, 57, 58 et 59)

(*) Disponible en version reliée

### Thor le fils d'Odin
Thor le fils d'Odin adaptait le comics Thor . Il y a eu 24 numéros de parus de janvier 1979 à septembre 1984.
Les albums de grand format étaient brochés mais aussi disponibles en version reliée.

#### Numéros parus
1. La génèse de Thor (Janvier 1979) (Thor 158 et 159, Avengers 52) (*)
2. Thor contre Galactus (Avril 1979) (Thor 160 et 161, Avengers 59) (*)
3. La naissance de Galactus (Mai 1979) (Thor 162, Avengers 60 et 62)
4. Thor aux enfers (Juillet 1979) (Thor 163, 164 et 165)
5. La revanche de Thor (Août 1979) (Thor 166, 167 et 168)
6. Les combats de Thor (Octobre 1979) (Thor 169, 170 et 171)
7. Thor et le Maître des esprits (Novembre 1979) (Thor 172, 173 et 174)
8. La défaite de Thor (Janvier 1980) (Thor 175, 176 et 177)
9. Thor contre L'étranger (Avril 1980) (Thor 178, Defenders 42 et 43, Journey Into Mystery 100)
10. La fureur des dieux (Juillet 1980) (Thor 179, 180 et 181)
11. Thor contre Dr. Doom (Octobre 1980) (Thor 182 et 183, Journey Into Mystery 104, Marvel Premiere 38)
12. Le monde de l'au-delà (Janvier 1981) (Thor 184, 185 et 186, Journey Into Mystery 101)
13. Thor et le Surfer d'argent (Avril 1981) (Thor 137, 138, 193 et 194, Journey Into Mystery 114 ) (*)
14. L'ombre de Mangog (Juillet 1981) (Thor 195, 196 et 197) (*)
15. La défaite d'un immortel (Octobre 1981) (Thor 198, 199 et 200)
16. La guerre des dieux (Avril 1982) (Thor 139, 140, 240, 241 et 242)
17. Chaos temporel (Juillet 1982) (Thor 141, 142, 243, 244 et 245)
18. Flammes sur la jungle (Novembre 1982) (Thor 143, 144, 246, 247 et 248)
19. Le retour de Mangog (Mars 1983) (Thor 145, 146, 249, 250 et 251)
20. L'oeil du dragon (Juillet 1983) (Thor 252, 253, 255 et 256, Journey Into Mystery 105)
21. Un océan de pierre (Novembre 1983) (Thor 252, 253, 257, 258 et 259)
22. La fin de la quête (Mars 1984) (Thor 260, 261, 262 et 263)
23. Le triomphe de Loki (Mai 1984) (Thor 264, 265 et 266, Journey Into Mystery 98 et 99)
24. Damoclès (Septembre 1984) (Thor 267, 268, 269 et 270)

(*) Disponible en version reliée

### Les Vengeurs
À partir d'octobre 1980, Artima publie  14 albums couleurs intitulés Les Vengeurs jusqu'en juin 1984

### Albums n'ayant eu qu'un numéro

#### Les Vengeurs Hors Série
Ce hors-série n'eut qu'un seul numéro publié en septembre 1983. L'album de grand format était broché. Contrairement aux autres publications, celui-ci ne fut pas disponible en version reliée. Il était composé de deux histoires pour un total de 63 pages couleurs.
L'histoire principale, intitulée La Menace du mandarin, était composée de cinq parties pour un total de 45 pages sur un scénario de Roy Thomas et des dessins de Don Heck :
1. L'Évasion
2. Vaincre par la lame
3. La Force et la Magie
4. L'Ultime menace
5. Affrontement dans l'espace

La seconde histoire est une aventure de Thor intitulée Qui est le vrai Don Blake ? pour un total de 18 pages sur un scénario de Stan Lee et des dessins de Jack Kirby.

#### Docteur Strange Classic
Docteur Strange Classic reprenait des histoires parues dans Doctor Strange . Il a été publié en juillet 1984.
L'album de grand format était broché. Contrairement aux autres publications, celui-ci ne fut pas disponible en version reliée. Composé de six histoires pour un total de 64 pages couleurs. Les scénarios étaient signées Stan Lee et les dessins de Steve Ditko :
- Chapitre 1 : La Défaite de Docteur Strange
- Chapitre 2 : Le Chasseur et le Chassé !
- Chapitre 3 : Face à face avec le baron Mordo !
- Chapitre 4 : Un pays sans nom
- Chapitre 5 : Au cœur du soleil
- Chapitre 6 : Éternité

#### 3D Man, Spider-Man et les 4 Fantastiques
3D Man, Spider-Man et les 4 Fantastiques est une adaptation principalement du comics 3D Man  publiée en janvier 1981.
L'album de grand format était broché. Contrairement aux autres publications, celui-ci ne fut pas disponible en version reliée. Composé de deux histoires pour un total de 67 pages couleurs.
L'histoire principale, intitulée L'Homme tridimensionnel, était composée de deux parties pour un total de 34 pages sur un scénario de Roy Thomas, des dessins de Jim Craig et un encrage de David Hunt :
1. L'Homme Tridimensionnel : la menace de la galaxie, première partie
2. L'Homme Tridimensionnel : la menace de la galaxie, deuxième partie

La seconde histoire est une histoire de What if ? pour un total de 33 pages sur un scénario de Roy Thomas, des dessins de Jim Craig et un encrage de Pablo Marcos avec Spider-Man et les 4 Fantastiques.

#### La Légende de Star-Lord
La Légende de Star-Lord adaptait une histoire publiée dans le comics Marvel Spotlight . L'album est par en janvier 1983. 
L'album de grand format était broché. Contrairement aux autres publications, celui-ci ne fut pas disponible en version reliée. Composé de quatre histoires pour un total de 61 pages couleurs.
 
L'histoire principale se focalise sur le personnage de Star-Lord en trois parties sur un scénario de Doug Moench et des dessins de Tom Sutton :
- La Légende de Star-Lord (The Saga of Star-Lord)
- Des larmes dans un paradis (Tears for the World Called Heaven)
- Histoire d'une planète (Planet Story)

La seconde histoire est une aventure du Faucon issue de Captain America 220 intitulée Au ras des marguerites (...On a Wing and a Prayer) sur un scénario de Scott Edelman et des dessins de Bob Budiansky.